# Jorge Pérez Sáenz
Jorge Pérez Sáenz (Bilbao, 24 d'octubre de 1975) és un futbolista basc, que ocupa la posició de migcampista. Després de despuntar al Zamudio i a l'Aurrerá de Vitoria, el 1997 és incorporat per l'Athletic Club per jugar amb el seu filial. Tot i així, eixe mateix any ja debuta amb el primer equip i suma set partits de lliga. A l'any següent, alternaria de nou entre els dos equips de l'Athletic, tot arribant a jugar la Champions League. Però no té continuïtat a San Mamés, i a l'estiu de 1999 marxa al CD Numancia, on tampoc gaudeix de massa minuts. La temporada 00/01 recala al CF Extremadura. Al conjunt blaugrana si bé no aconsegueix un lloc fix a l'onze inicial, sí que obté un bon nombre de minuts. Seguiria jugant a la Segona Divisió amb l'Almeria CF (02/04) i Córdoba CF (primera meitat de la temporada 04/05). Posteriorment, baixa a la Segona B per recalar a la UB Conquense. Retorna a la categoria d'argent amb la Lorca Deportiva, on romandria tres temporades abans de fitxar pel Roquetas, de la Tercera Divisió.